# 앰코 테크놀로지
앰코 테크놀로지 주식회사(영어: Amkor Technology, Inc.)는 미국의 반도체 제품 포장 및 테스트 서비스 제공 업체이다.

## 개요
김향수 명예회장이 1968년에 대한민국 최초로 반도체 사업에 착수한 아남산업이 시초. 앰코 테크놀로지 코리아 참고.
해외 지사는 중국, 일본, 말레이시아, 필리핀, 포르투갈, 대만, 베트남 등에 위치하고 있으며, 2023년 현재 전 세계적으로 약 30,000명의 직원이 있다.
현재 세계적인 반도체 업계의 선두주자이며, 칩 제조사용 집적회로(IC)를 패키징해 테스트를 사업을 하며, 열압축과 웨이퍼 레벨 패키징으로 칩 조립에 대한 경쟁력을 갖추기로 유명하다.
2016년 2월에는 일본 최대 아웃소싱 반도체 조립 및 테스트 업체인 J-Devices Corp.를 인수하였다.
2018년 9월에는 대만의 롱탄 과학단지에 제조 및 시험 공장을 열었다.

## 같이 보기
- 반도체 산업
- 웨이퍼 레벨 패키징
- 시스템 인 패키지